# Primo regular
En matemáticas, un primo regular es un cierto tipo de número primo. Un número primo p es regular si no divide el número de clase del  p-iésimo campo ciclotómico (o sea, el campo de los números algebraicos obtenido al adjuntar la p-iesima raíz de la unidad a los números racionales). Los primeros primos regulares son:
3, 5, 7, 11, 13, 17, 19, 23, 29, 31, 41, …
Se ha conjeturado que existe un número infinito de primos regulares. Más precisamente se espera que e-1/2, o aproximadamente 61%, de todos los números primos son regulares, en el sentido asintótico  de densidad natural. Ninguna de estas conjeturas ha sido demostrada al año 2006.
Históricamente, los primos regulares fueron analizados por primera vez por Ernst Kummer, quien pudo probar que el último teorema de Fermat es cierto para exponentes de números primos (y por lo tanto para todos los exponentes que eran múltiplos de primos regulares).
Un criterio equivalente de regularidad es que p no sea divisor del numerador de ningún número de Bernoulli Bk para k = 2, 4, 6, …, p - 3. 
Un número primo que no es regular es un primo irregular. El número de Bk con numerador divisible por p se llama el índice de irregularidad de p. Johan Jensen demostró en 1915 que existe una cantidad infinita de primos irregulares, los primeros son:
37, 59, 67, 101, 103, 131, 149, …